# 리틀 포니 프린세스
《리틀 포니 프린세스》(영어: Pony with a Broken Wing)는 2019년 1월에 개봉한 미국의 판타지, 드라마 영화이다.
 지오지오 세라피니가 감독을 맡았다.
 미국은 2019년 1월 8일에 개봉되었다.

## 줄거리
가족과 함께 목장을 운영하는 ‘시드니’.

시드니는 어려워진 가정 형편으로 인해 목장을 팔고 이사를 하게 될까 불안하다.

그러던 어느 날, 산책하던 시드니는 날개가 부러진 조랑말 ‘하모니’를 발견하게 되고,

어른들에게 이 사실을 숨긴 채 조랑말을 보살피게 되는데..

## 출연진
- 조나단 실버맨 - 조시 킬리안 역
- 카리스마 카펜터 - 멜라니 킬리안 역
- 엘리자 자렛 - 시드니 킬리안 역